# Tarumania walkerae
 Tarumania walkerae  ist ein kleiner Süßwasserfisch aus der Ordnung der Salmlerartigen (Characiformes), der endemisch in kleinen Gewässern im Bereich des Unterlaufs des Rio Negros im zentralen Amazonasbecken vorkommt. Die einzigen bisher bekannten, 60 km voneinander entfernten Fundorte sind der Rio Tarumã-Mirim, ein Nebenfluss des Rio Negro in der Nähe der Millionenstadt Manaus und der Anavilhanas-Archipel, ein großer Flussinsel-Archipel im unteren Rio Negro. Der sehr versteckt lebende Fisch wurde erstmals im August 2017 wissenschaftlich beschrieben.

## Merkmale
Tarumania walkerae ist langgestreckt und der einzige Salmlerartige mit aalartiger Körperform. Der Körperdurchmesser liegt im Durchschnitt nur bei 9 % der Standardlänge. Die Fische sind dunkelbraun, die Bauchseite ist nur wenig heller als der übrige Körper. Die bisher untersuchten Exemplare hatten Standardlängen von 4,5 bis 15 cm. Im Querschnitt ist der Körper oval, der Schwanzstiel, der höher als der Körper ist, ist seitlich stark abgeflacht. Der kleine, nicht vom Körper abgesetzte Kopf hat eine Länge von etwa 15 % der Standardlänge. Die Schnauze ist kurz und endet in einem leicht oberständigen Maul dessen Unterlippe länger als die Oberlippe ist. Das Maul reicht nach hinten bis unter den hinteren Augenrand. Die Augen sind klein und befinden sich im vorderen Fünftel des Kopfes. Der Abstand zwischen den vorderen und hinteren Nasenöffnungen ist größer als der Augendurchmesser, die vorderen befinden sich unmittelbar oberhalb der Oberlippe. Die Branchiostegalmembranen sind zusammengewachsen. Das Maxillare ist mit zwei Reihen konischer oder leicht gebogener Zähne besetzt.
Die kurzbasige Rückenflosse ist lanzettförmig und findet sich am Ende des mittleren Körperdrittels. Die Afterflosse liegt zwischen Rücken- und Schwanzflosse; ihre Basis ist etwa doppelt so lang wie die der Rückenflosse. Die Brustflossen sind kurz und etwa halb so lang wie der Kopf. Die Bauchflossen sind groß und liegen weit hinten aber vor der Rückenflosse. Die Schwanzflosse ist länglich bis lanzettförmig. Eine Fettflosse fehlt. Der ganze Körper und ein großer Teil des Kopfes sind von sehr kleinen, gleich großen und in regelmäßigen Reihen angeordneten Schuppen bedeckt. Unbeschuppt sind nur die Lippen und die Kopfoberseite. Die sich dachziegelartig überlappenden Kopfschuppen gleichen den Körperschuppen haben jedoch eine andere Ausrichtung. Ihre freien Enden sind nach vorne gerichtet und die Schuppenbasis liegt dahinter. Am Übergang zwischen Kopf- und Rumpfbeschuppung sind die Schuppen nach oben oder unten ausgerichtet. Tarumania walkerae hat 64 bis 65 Wirbel, davon sind 21 bis 22 Schwanzwirbel. Auf dem ersten Kiemenbogen finden sich 11 oder 12 Kiemenrechen. Die Schwimmblase erstreckt sich vom Kopfende bis zum Beginn der Afterflosse unmittelbar unterhalb der Wirbelsäule. Sie ist durch Einschnürungen in elf Kammern unterteilt. Die Kammern sind unterschiedlich groß, die Erste ist breit, am voluminösesten und die dickwandigste. Alle weiteren sind schmaler.
- Flossenformel: Dorsale i–ii/4–6, Anale i–iii/9–11, Ventrale i/5, 6, Pectorale i–ii/7–10, Caudale 8/10
- Schuppenformel: SL 244–267/23–28

## Lebensweise
Tarumania walkerae lebt in Flussuferwäldern tief in der Laubschicht am Grund kleiner, isolierter Tümpel. Einige dieser Tümpel haben kaum noch eine Wassersäule oberhalb der Laubschicht, bei anderen hat das Wasser darüber eine Höhe von bis zu 70 cm. In der Regenzeit stehen diese Tümpel mit den Flüssen in Verbindung und erlauben den Fischen ihren Standort zu wechseln und neuen Lebensraum zu besiedeln. Die einzige andere Fischart, die häufig zusammen mit Tarumania walkerae vorkommt ist eine unbeschriebene Welsart aus der Gattung Phreatobius. In seltenen Fällen wurden auch andere Fischarten gefunden, vor allem Jungfische. Dabei handelt es sich um Microsternarchus bilineatus, Brachyhypopomus beebei, eine unbestimmte Apistogramma-Art, Aequidens pallidus, Scoloplax dolicholophia, Microphilypnus amazonicus, eine unbestimmte Curimatopsis-Art, eine unbestimmte Brycon-Art, C. punctatus, Nannostomus eques und Copella cf. nattereri. Tarumania walkerae ernährt sich von kleinen Wirbellosen. Im Verdauungstrakt gefangener Exemplare fanden sich kleine Garnelen aus der Gattung Euryrhynchus. Tarumania walkerae kann genauso gut vorwärts wie rückwärts schwimmen und die beiden Bauchflossen unabhängig voneinander bewegen. Zusätzlich zur Kiemenatmung nehme die Fische auch Luft mit dem Maul auf. Tarumania walkerae kann den Kopf seitlich etwas vom Körper abwinkeln, eine Fähigkeit die unter den Fischen sonst nur noch der australische Salamanderfisch (Lepidogalaxias salamandroides) hat.

## Systematik
Die Art war durch ein junges aber nur wenig erhaltenes Exemplar schon 15 Jahre vor der Erstbeschreibung bekannt. Diese erfolgte im August 2017 nach dem Fang weiterer, auch ausgewachsener Exemplare. Die Art wurde zu Ehren der Limnologin Ilse Walker, die das erste Exemplar gefangen hatte, benannt, der Gattungsname Tarumania wurde vom Rio Tarumã-Mirim abgeleitet, wo das erste Exemplar gefangen wurde. Da die Art so viele ungewöhnliche Merkmale zeigt (einziger aalförmiger Salmlerartiger, nach vorn gerichtete Schuppen am Kopf und 11-kammerige Schwimmblase) wurde sie in eine eigenständige, monotypische Familie gestellt, die Tarumaniidae. Eine phylogenetische Analyse ergab, dass diese die Schwestergruppe der Raubsalmler (Erythrinidae) ist. Die Trennung der Tarumaniidae vom letzten gemeinsamen Vorfahren der Erythrinidae fand schon im Paläogen vor 32 bis 66 Millionen Jahren statt.